# Цоккау
Цоккау или Цоков (нем. Zockau; в.-луж. Cokowо файле) — деревня в Верхней Лужице, Германия. Входит в состав коммуны Добершау-Гаусиг района Баутцен в земле Саксония. Подчиняется административному округу Дрезден.

## География
Находится около десяти километров на запад от Баутцена. Граничит на севере c деревней Бреза коммуны Гёда, на юго-востоке с деревнями Гунчерецы (Hunćericy, Günthersdorf) и Гуска (Huska, Gaußig), на западе — с деревней Меджойз (Mjedźojz, Medewitz) коммуны Демиц-Тумиц и Нове-Спытецы (Nowe Spytecy) на северо-западе.

## История
Впервые упоминается в 1238 году под наименованием Gerlachus miles de Zokowa.
С 1950 по 1999 года деревня входила в состав коммуны Гаусиг. С 1999 года входит в состав коммуны Добершау-Гаусиг.
В настоящее время деревня входит в состав культурно-территориальной автономии «Лужицкая поселенческая область», на территории которой действуют законодательные акты земель Саксонии и Бранденбурга, содействующие сохранению лужицких языков и культуры лужичан.

## Население
Согласно статистическому сочинению «Dodawki k statisticy a etnografiji łužickich Serbow» Арношта Муки в 1884 году проживало 128 человек (из них — 106 серболужичан (83 %)). Большинство жителей являются лютеранами.
Официальным языком в населённом пункте, помимо немецкого, является также верхнелужицкий язык.
| 1834 | 1871 | 1890 | 1910 | 1925 | 1939 | 1946 | 2011 |
| ---- | ---- | ---- | ---- | ---- | ---- | ---- | ---- |
| 109  | 136  | 149  | 185  | 194  | 178  | 206  | 108  |